# 中国戏剧家协会
中国戏剧家协会，简称中国剧协，成立于1949年7月24日。中国剧协原名中华全国戏剧工作者协会，1953年更为今名，是中国戏剧家组成的人民团体，同时也是中国文学艺术界联合会的团体会员。目前中国剧协共有注册会员10364人，团体会员33个。个人会员主要为中国戏剧界具有一定成就的剧作家、导演、演员、理论教育家、管理人士和领导人等。团体会员主要为31个一级行政区的剧协和新疆生产建设兵团、中国石油的剧协。
同时，中国剧协是国际戏剧家协会的会员，是中国戏剧界对外交往的代表。1999年国际剧协亚太中心成立，中国剧协成为其会员国之一。

## 下属机构及单位
- 办公室
- 组织联络部
- 对外联络部
- 理论研究室
- 机关党委办公室
- 人事处
- 老干部处
- 《中国戏剧》杂志社
- 《剧本》杂志社
- 《中国戏剧年鉴》杂志社
- 机关服务中心
- 中国戏剧出版社

## 所设奖项
- 中国戏剧奖
  - 梅花表演奖
  - 曹禺剧本奖
  - 优秀剧目奖
  - 小戏小品奖
  - 校园戏剧奖
  - 理论评论奖